# Jessi
Jessica Ho, nota come Jessi (New York, 17 dicembre 1988), è una rapper statunitense, attiva in Corea del Sud.

## Biografia
Jessi si è trasferita dagli Stati Uniti alla Corea del Sud all'età di 15 anni, debuttando nel 2005 con il singolo Get Up. Collabora con il gruppo rap Uptown per il loro album Testimony (2006).
Nel gennaio 2009 pubblica il singolo The Rebirth.
Nel 2014 diventa membro del trio rap Lucky J, composto anche da J'Kyun e J-Yo. Dal gennaio al marzo 2015 fa parte della prima edizione del programma televisivo Unpretty Rapstar, mentre nel 2016 è nel reality Sister's Slam Dunk.
Nel luglio 2017 pubblica il suo primo EP da solista intitolato Un2verse, accompagnato dal singolo Gucci. Circa un anno dopo, nel luglio 2018, esce il singolo Down.
Dopo la fine del contratto con la YMC Entertainment, nel gennaio 2019 firma un contratto con la P Nation di Psy, che pubblica nel settembre dello stesso anno il singolo Who Dat B. Nel successivo singolo Drip, pubblicato nel novembre seguente, collabora con il rapper statunitense Jay Park.
Nel luglio 2020 pubblica l'EP Nuna. Nell'ottobre dello stesso anno collabora con Uhm Junghwa (Man-ok), Lee Hyo-ri (Cheon-ok) e Hwasa (Silbi) per la pubblicazione di Don't Touch Me con il nome Refund Sisters. In questa band Jessi utilizza lo pseudonimo Eunbi.

## Discografia

### Album dal vivo
- 2019 – Kill Bill 2nd Live: Jessi

### EP
- 2017 – Un2verse
- 2020 – Nuna

### Singoli
- 2005 – Get Up
- 2009 – Life Is Good
- 2015 – I Want to Be Me
- 2015 – Ssenunni
- 2015 – Raise Your Heels (feat. Dok2)
- 2016 – Excessive Love
- 2016 – My Romeo
- 2017 – Don't Make Me Cry
- 2018 – Down
- 2019 – Who Dat B
- 2019 – Drip (feat. Jay Park)
- 2020 – Numb
- 2021 – What Type of X
- 2021 - Cold Blooded
- 2022 - Zoom